# Kraftfreies Magnetfeld
Ein kraftfreies Magnetfeld ist in der Plasmaphysik ein Magnetfeld mit verschwindender Lorentzkraft, in welchem der Plasmadruck gegenüber dem magnetischen Druck vernachlässigt werden kann, sodass zudem alle weiteren nichtmagnetischen Kräfte vernachlässigt werden können. Als Folge verschwindet entweder die elektrische Stromstärke oder steht parallel zum Magnetfeld. Beschrieben werden kraftfreie Magnetfelder durch Chandrasekhar-Kendall-Funktionen, welche historisch durch dieses Problem von Subrahmanyan Chandrasekhar und P. C. Kendall entdeckt wurden.

## Beschreibung
Mit der elektrische Stromdichte {\displaystyle \mathbf {j} } und dem Magnetfeld {\displaystyle \mathbf {B} } ist die Lorentzkraftdichte (pro Volumen) {\displaystyle \mathbf {f} } gegeben durch:
{\displaystyle \mathbf {f} =\mathbf {j} \times \mathbf {B} .}
Aus der Bedingung {\displaystyle \mathbf {f} =\mathbf {0} } folgt mit dem Ampéreschen Gesetz (vierte Maxwell-Gleichung) {\displaystyle \nabla \times \mathbf {B} =\mu _{0}\mathbf {j} +\mu _{0}\varepsilon _{0}{\frac {\partial \mathbf {E} }{\partial t}}} unter Vernachlässigung des Verschiebungsstroms, also mit {\displaystyle \varepsilon _{0}{\frac {\partial \mathbf {E} }{\partial t}}=\mathbf {0} } die Bedingung:
{\displaystyle (\nabla \times \mathbf {B} )\times \mathbf {B} =\mathbf {0} .}
Zudem gilt aufgrund des Gaußschen Gesetzes (zweite Maxwell-Gleichung):
{\displaystyle \nabla \cdot \mathbf {B} =0.}